# 野本氏
野本氏（のもとし）は、日本の氏族。平安時代末期から鎌倉時代前期の武士である野本基員が始祖とされる。

## 概要
基員は御家人として源頼朝の信頼を受け、武蔵国比企郡野本（現在の埼玉県東松山市下野本）の地に居住し野本左衛門尉を称した。
基員は、源義経の義兄弟である下河辺政義の子の時員を養子とした。時員は『吾妻鏡』によると六波羅探題在職中の北条時盛の内挙により能登守に就任したり、摂津国の守護（1224年 - 1230年）にも就任している。時員の弟である時基は、野本の隣の押垂に住して押垂を名乗り押垂氏の祖となった。
野本氏は13世紀後半には武蔵国に関する記録からは忽然（）と消えてしまう。しかし五味文彦は、『吾妻鏡』における基員の子の元服記事（建久4年（1193年））に着目し、時の権力者北条氏以外の御家人で元服記事が『吾妻鏡』に採用されているのは、『吾妻鏡』の編纂（へんさん）された時期に、野本氏が鎌倉幕府の中枢にいた『吾妻鏡』の編纂者と特別な関係にあったことと推定している。
このことを裏付ける事実として、『吾妻鏡』の原本や後の写本（北条本）が存在した金沢文庫（現在の神奈川県横浜市金沢区）から、北に3キロメートルほど離れた神奈川県横浜市金沢区富岡には野本氏所有の土地が今も多数残っており、古くからこの地域の大地主であった。野本氏の菩提寺である持明院には、持明院開祖の墓地の近くに野本氏の先祖代々の墓石が多数存在し、中には非常に古い年号の墓石が残っており、この地域に古くから野本氏がいたことは間違いない。また、富岡にある波除八幡と呼ばれる富岡八幡宮 (横浜市)（東京都江東区富岡にある富岡八幡宮（深川八幡）の元になった神社）などには、「応長元年（1311年）5月18日、突如大津波に襲われて長浜千軒は一夜にして海中へ呑込まれ、助かった者が長浜から富岡や氷取沢などに住み着いた。」という伝承が残っており、長浜は金沢文庫と富岡の中間に位置し、応長元年の大津波があった年代からも『吾妻鏡』編纂時期（1300年ごろ）に野本氏が金沢文庫の近くで生活していた可能性が高く、そうであれば五味文彦が推定した『吾妻鏡』の編纂者との関わりがあったことと矛盾しない。また、同国都筑郡石川村（後に山内村、現在の横浜市青葉区あざみ野）付近にも見られる(何が？)。
また、全くの余談であるが、金沢文庫は1897年に伊藤博文らによって再建されたが、それ以前に伊藤博文は富岡の野本作左衛門の家を借りて明治憲法の草案を起草していたという史実がある。

## 系図
『新編纂図本朝尊卑分脈系譜雑類要集』（『尊卑分脈』）には、基員は藤原鎌足の末裔として記されている。中臣（藤原）鎌足 - 不比等 - 房前（藤原北家の始祖）- 魚名 - 鷲取 - 藤嗣 - 高房 - 時長 - 利仁 - （斎藤）叙用 - 吉信 - 伊博 - 為延 - 為頼 - （竹田）頼基 - （片田）基親 - （野本斎藤左衛門）基員となる。